# Бжоза (Кротошинський повіт)
Бжоза (пол. Brzoza, нім. Brzoza) — село в Польщі, у гміні Кротошин Кротошинського повіту Великопольського воєводства.
Населення — 261 особа (2011).
У 1975-1998 роках село належало до Каліського воєводства.

## Демографія
Демографічна структура станом на 31 березня 2011 року:
|          | Загалом | Допрацездатний вік | Працездатний вік | Постпрацездатний вік |
| -------- | ------- | ------------------ | ---------------- | -------------------- |
| Чоловіки | 122     | 32                 | 80               | 10                   |
| Жінки    | 139     | 31                 | 80               | 28                   |
| Разом    | 261     | 63                 | 160              | 38                   |